# Denny (hominien hybride)
Denny est le surnom donné à un fossile humain trouvé en 2012 dans la grotte de Denisova, en Sibérie. Il est attribué à une jeune fille d'au moins 13 ans, identifiée en 2018 par analyse de son ADN comme un hybride de Dénisovien et de Néandertalienne.

## Fossile
La grotte de Denisova, dans l'Altaï, au sud de la Sibérie, qui a révélé en 2010 l'existence de l'espèce humaine du même nom, contenait plusieurs vestiges humains fossiles trouvés dans différentes couches stratigraphiques, et attribués selon les cas aux espèces Homo sapiens, Homme de Néandertal, ou Homme de Denisova. Parmi ces fossiles, le fragment d'os Denisova 11, long de 2,5 cm, a été découvert en 2012 et daté d'environ 90 000 ans en 2016.

## Analyse de l'ADN
Le séquençage de son ADN a révélé qu'il s'agissait d'une jeune fille. Son ADN mitochondrial était néandertalien alors que son ADN nucléaire mêlait dans des proportions comparables des gènes d'origines néandertalienne et dénisovienne. Tout porte à croire que la jeune fille avait une mère néandertalienne et un père dénisovien, qu'elle était ainsi un hybride entre ces deux espèces, qui, du fait de leur divergence récente, restaient interfécondes.
Ces deux groupes humains se seraient séparés il y a environ 450 000 ans, mais ont eu parfois l'occasion d'échanger des gènes après la divergence. Ainsi l'hybridation constatée chez Denny aurait pu être héritée de longue date. Mais une analyse approfondie de ses gènes homozygotes a confirmé en 2018 que la jeune fille était bien de mère néandertalienne et de père dénisovien, (ce dernier ayant eu, lui aussi, un apport génétique d’ancêtres néandertaliens).